# 托梅略索
托梅略索，是西班牙卡斯蒂利亚-拉曼恰雷阿尔城省的一个市镇。 总面积242平方公里，总人口36281人（2017年），人口密度150人/平方公里。